# کوزی روگ
کوزی روگ (به بلغاری: Kozi rog) یک منطقهٔ مسکونی در بلغارستان است که در شهرستان گابروو واقع شده‌است.